# Östasiatiska regnperioden

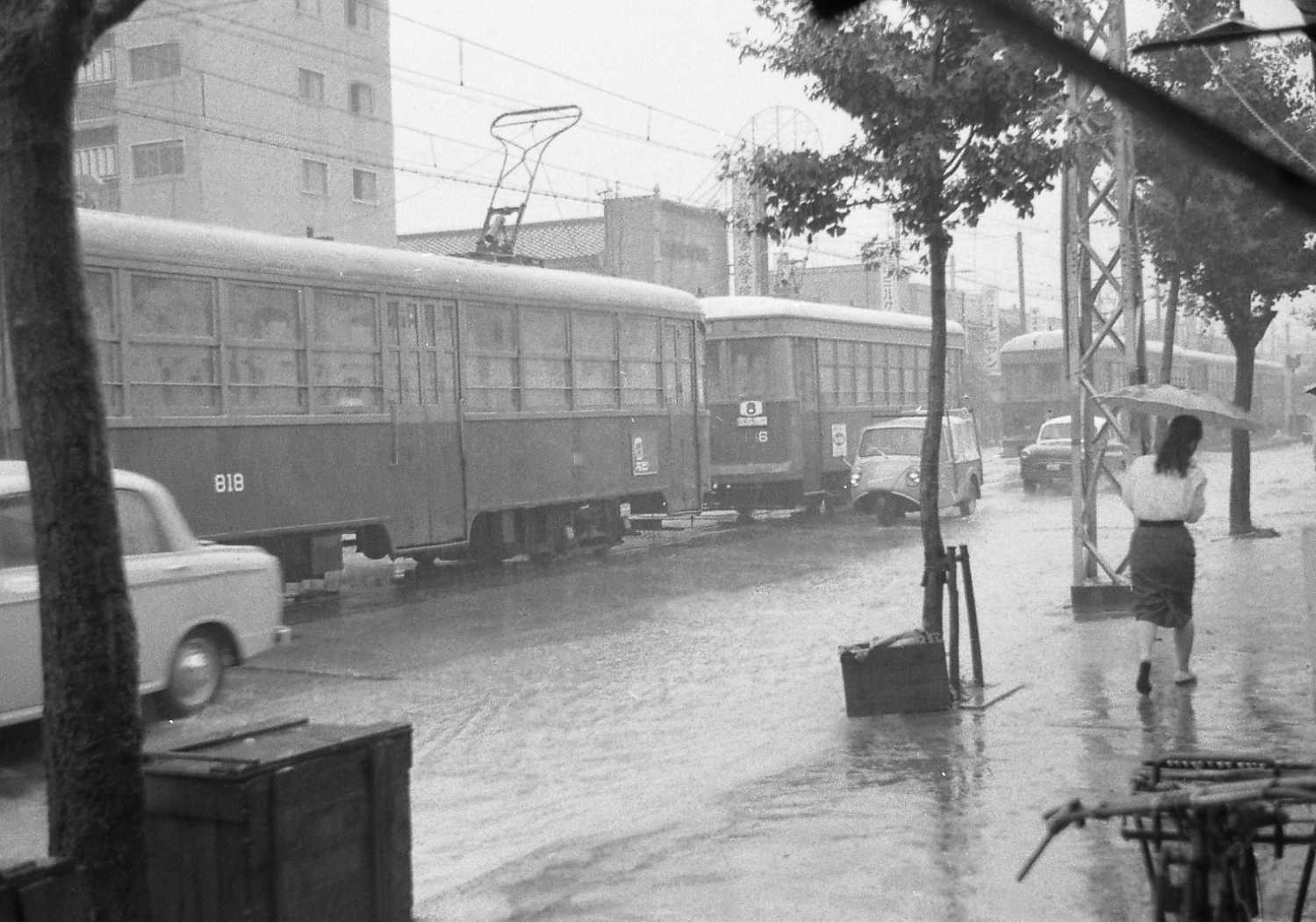
Ösregn i Kobe, 27 juni 1961. Regn vid denna tid på året är i Japan snarare regel än undantag.

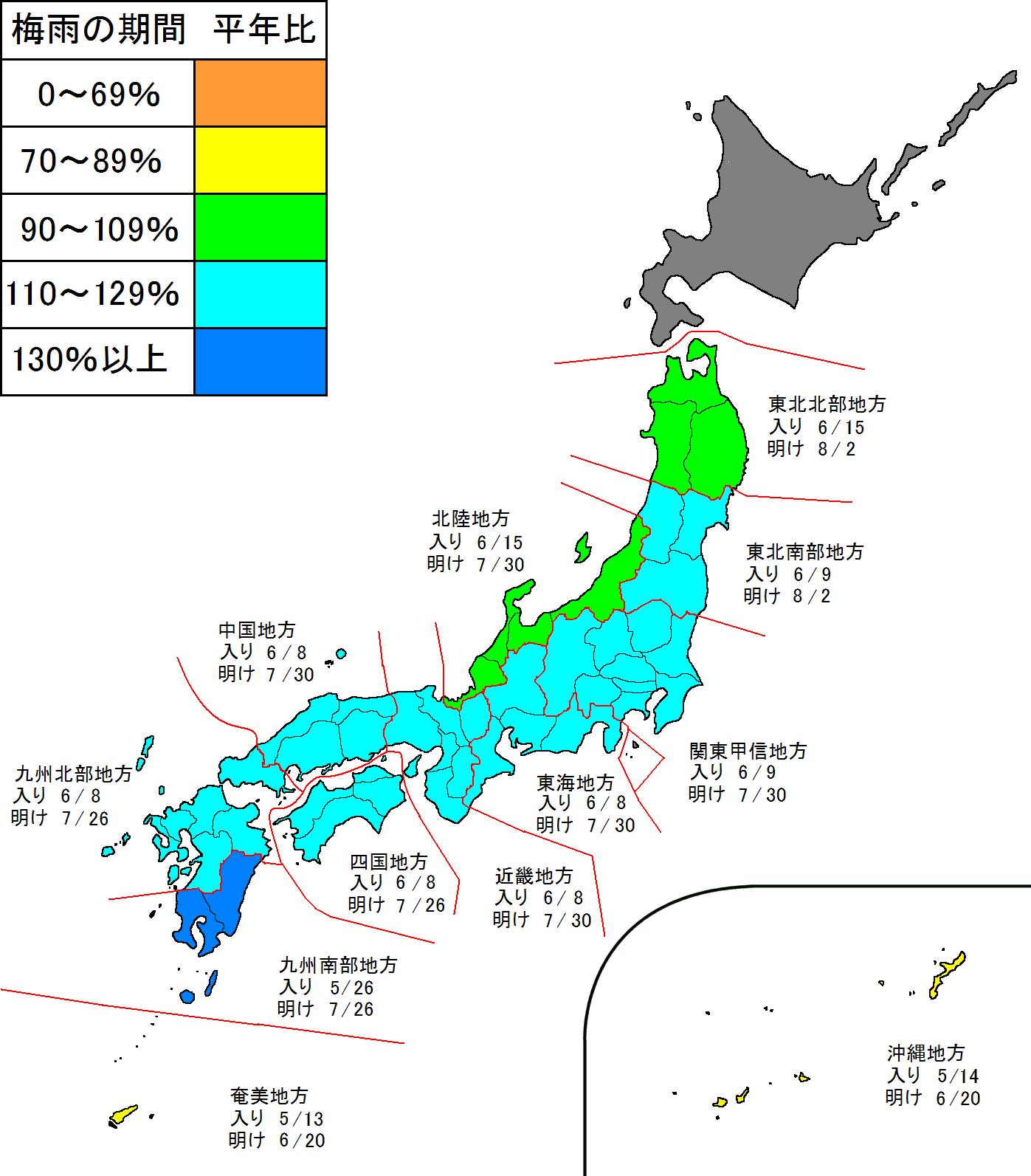
Karta över 2006 års japanska regnmängd (procent av ett normalt års regnperiodsnederbörd) under "plommonregnet". Datumen (månad/dag) betecknar den lokala starten och avslutningen på regnperioden.

Den östasiatiska regnperioden, vanligen benämnd plommonregn (kinesiska: 梅雨, méiyǔ; japanska: 梅雨, tsuyu, baiu; koreanska: 장마, jangma), äger rum under första halvan av sommaren. Den kännetecknas av nederbörd längs med en stillastående väderfront, känd som Meiyu-fronten. Denna är förhärskande under nästan två månader under sen vår och tidig sommar kring östra Kina, Taiwan, Sydkorea och Japan. Regnperioden avslutas när den subtropiska ryggen växer sig tillräckligt stark för att tvinga fronten norrut, ut från området. Den östasiatiska regnperioden är del av den asiatiska monsunen.[källa behövs]

## Uppkomst
En öst-västlig zon av oroligt vårväder sträcker sig längs med fronten från den östkinesiska kusten och, till att börja med, mot Taiwan och Okinawa. Senare svänger fronten norröver och österut, in över den koreanska halvöns sydliga delar och stora delar av Japan. Regnperioden varar vanligtvis från maj till juni i Taiwan och Okinawa och från juni till juli (under ungefärligen 50 dagars tid) i Japan och Korea. Den varar från juli till augusti i östra Kina (speciellt kring Yangtze och Huai He)
Väderfronten byggs upp när fuktig stillahavsluft möter den kallare kontinentala luftmassan. Fronten och bildandet av lågtryck längs med den ger årligen Japan, Korea, östra Kina och Taiwan stora regnmängder. Fronten förflyttar sig fram och tillbaka, beroende på den relativa styrkan i de båda luftmassorna, och den ihållande nederbörden resulterar i östra Kina ofta i översvämningar. När regnen vissa år kommer glesare, kan resultatet å andra sidan bli torka. Regnperioden avslutas när den varma luften som hänger ihop med den subtropiska ryggen växer sig tillräckligt stark för att tvinga fronten norrut, ut från området.

## Resultat
Under 2009 drabbades delar av norra Kyushu av skyfallsliknande regn som under en veckas tid i slutet av juli medförde cirka 750 mm nederbörd.

## Namnet
Regnperioden har fått det lokala namnet "plommonregn", eftersom den inträffar under tiden då de lokala ume-plommonen växer sig större på träden.